# Piper vaginans
Piper vaginans är en pepparväxtart som beskrevs av C. Dc.. Piper vaginans ingår i släktet Piper och familjen pepparväxter. Inga underarter finns listade i Catalogue of Life.